# Estació de Fotobiologia Playa Unión
L'Estació de Fotobiologia Playa Unión (EFPU) és una institució sense ànim de lucre, dedicada a la investigació científica sobre els efectes de la radiació ultraviolada en els ecosistemes aquàtics. La EFPU és a Playa Unión (43º18'41S, 65° 02′29W), a la província del Chubut (Argentina).